# Ourinhos
Ourinhos (se dice Ouriños) es un municipio brasileño en el interior del estado de São Paulo. Se encuentra al oeste de São Paulo, capital del estado, a aproximadamente 350 kilómetros de esta. En 2010, su población era de 170.021 habitantes, siendo el 73.er municipio más poblado del estado.
La ciudad tiene una temperatura media anual de 22,1 °C y en su vegetación predomina la Mata Atlántica. Con respecto a la flota de automóviles, en el año 2009 se contabilizaron 45,298 vehículos. Con una tasa de urbanización de alrededor de 95,21%, la ciudad tenía en 2009 63 centros de salud. Su Índice de Desarrollo Humano (IDH) es 0,813, considerado alto en relación con el estado. 
La ciudad de Ourinhos se emancipó de Salto Grande, en la década de 1910. La versión de su etimología es que el nombre es una referencia a la antigua ciudad de Ourinho, que hoy es Jacarezinho, estado de Paraná. En la actualidad está formada por Ourinhos, siendo su sede su distrito único, aún dividida en unos 120 barrios. También es una de las principales ciudades de la región, y tiene como principal actividad económica el comercio. En el área de Agricultura se encuentra el cultivo de la caña de azúcar, soja y maíz.
La ciudad también tiene una importante tradición cultural, que va desde las artes hasta el teatro, la música y el deporte. La ciudad también se destaca en sus eventos, organizados, a menudo por la alcaldía de Ourinhos junto a las empresas locales o no. Uno de los principales es la Feria Agropecuaria e Industrial de Ourinhos (FAPI), que se da anualmente en junio y es considerado uno de los mayores eventos de su tipo en el país.

## Geografía
Según la división regional vigente desde 2017, establecida por el IBGE, Ourinhos pertenece a la región geográfica inmediata del mismo nombre y a la región intermedia de Marília. Hasta entonces, con las divisiones en microrregiones y mesorregiones, formaba parte de la microrregión de Ourinhos, que a su vez se incluía en la mesorregión de Assis. Se limita a los municipios de São Pedro do Turvo al norte; Jacarezinho, en el estado de Paraná, al sur; Santa Cruz do Rio Pardo y Canitar al este y Salto Grande al oeste. Y está cortado en dirección este-oeste por el paralelo 49° 52' 15" y en dirección norte-sur por el meridiano de 22° 58' 44". La superficie del municipio es de 296.203 kilómetros cuadrados (km²), lo que representa el 0,12% del territorio de São Paulo, el 0,03% del área de la región Sudeste de Brasil y el 0,004% de todo el territorio brasileño. La superficie perimetral urbana es de 42.346 km² (2015).